# Notre-Dame Souveraine Derjavnaïa

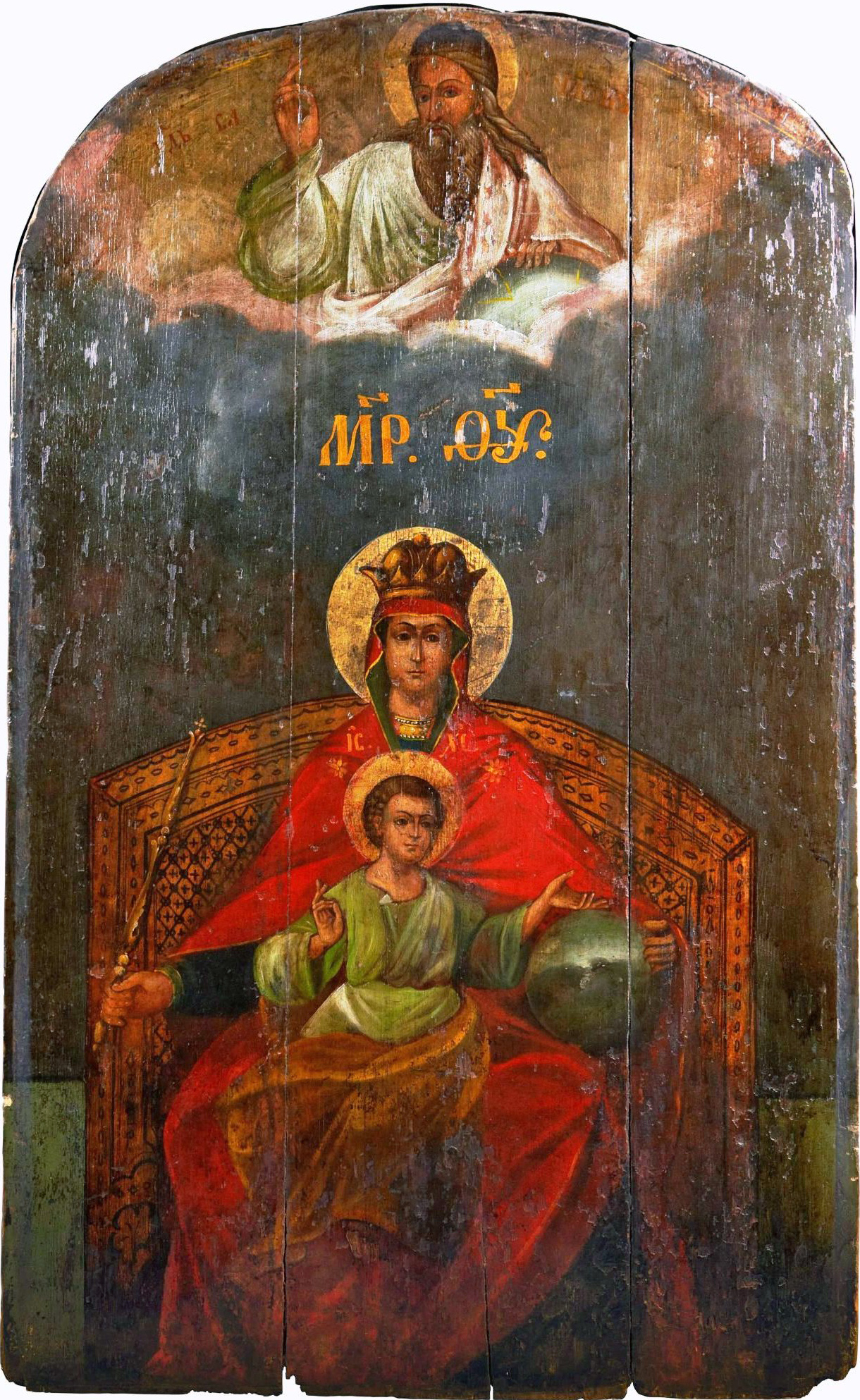
Original

Icône de la Mère de Dieu souveraine, Théotokos en russe : Икона Божией Мaтери Державная.

## Historique

### Notre Dame Souveraine, tsarine de la Russie
Elle fut découverte pendant la révolution russe, dans le village de Kolomenskoïe, ancien domaine des Tsars moscovites ; vers le 13 février 1917,, une femme, Evdokia Adrianova Rostopchina, aurait vu en rêve la Vierge Marie lui apparaître et lui dire : « Il y a à Kolomenskoïe une grande icône noire. Il faut la prendre, la nettoyer et que le peuple la prie ». (La Mère de Dieu aurait dit : de noire la rendre rouge, sa couleur d'origine) Elle fit un second rêve, le 26 février, où elle vit une église blanche. Elle se rend dans ce village proche de Moscou, y trouve une église blanche et dans la cave, après de longues recherches avec le Père Nicolas, entre plusieurs chiffons, l'icône toute noircie par le temps : après nettoyage et rinçage l'image apparaît, splendide.
On découvrit qu'elle proviendrait du monastère des moniales de Voznessenski à Moscou, où elle aurait été cachée en 1812 avant l'arrivée des troupes de Napoléon à Moscou. Ceci se passa le 2 mars 1917, jour de l'abdication du Tsar Nicolas II de Russie en faveur de son frère, le grand Prince Mikhaïl Alexandrovitch ; il avait une très grande dévotion pour la Mère de Dieu. Le tsar aurait confié la Russie à la Vierge Marie : sur l'icône la Vierge Marie tient un sceptre de sa main droite, un globe de sa main gauche, porte une couronne d'or, elle est vêtue de pourpre et d'un manteau rouge et est assise sur un trône. Ce sont les emblèmes de la souveraineté du tsar, en russe Держава, derjava.
L'icône miraculeuse devenait célèbre, et de toute part on venait la voir. Kolomenskoïe devint un lieu de pèlerinage important. En 1917, on transporta l'icône dans différentes églises de Moscou ; partout, là où elle se trouvait, d'énormes foules de fidèles se rassemblaient. Après la révolution, l'icône a été conservée dans la collection du Musée. Aussi on en fit de nombreuses reproductions. Lorsque le prêtre, qui avait trouvé l'icône, voulut l'enchâsser, il ne trouva pas de châsse à la bonne dimension et il décida de scier l'icône par le bas ; il vit alors en rêve la Mère de Dieu lui apparaître et lui faire ce reproche : « Pourquoi veux-tu me couper les jambes ? ».
Au printemps 1991, un miracle se serait produit dans l'église Saint Nicolas de Moscou : pendant deux semaines, une des icônes de Notre-Dame souveraine se mit à suinter de l'huile (icône myroblyte). Elle est fêtée le 15 mars. Quelques églises lui sont consacrées en plusieurs endroits de Russie. Une hymne acathiste fut composée par le patriarche Tikhon. En 1990, le patriarche Alexis II porta solennellement l'image en l'Église de Notre-Dame de Kazan de Kolomenskoïe, où les fidèles peuvent la vénérer. Elle est aussi liée au culte de la princesse et moniale Élisabeth Fiodorovna. Elle est fêtée le 2 mars calendrier julien (donc le 15 mars calendrier grégorien).

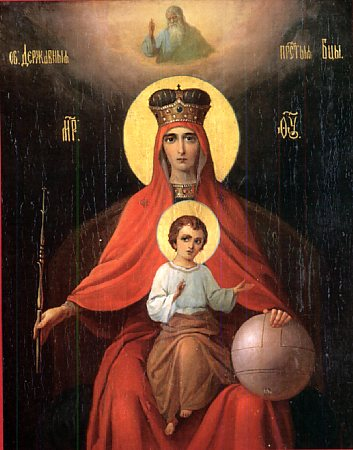
Replica
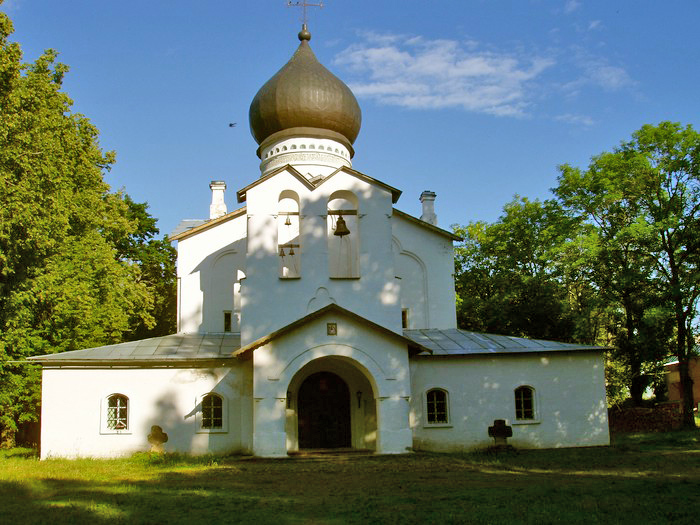
église "Derjavnaïa" de Gdov, Russie
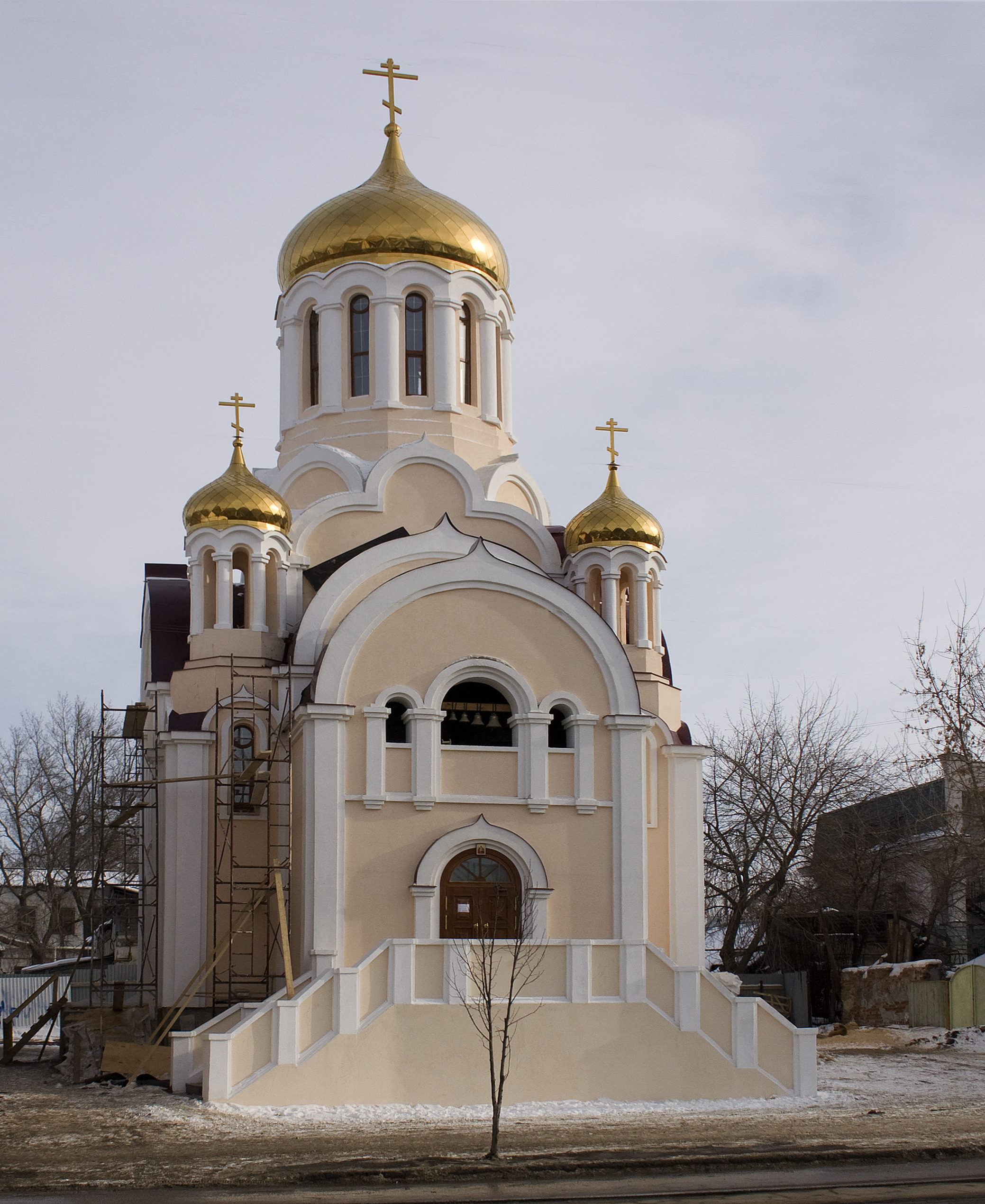
Theotokos Derjavnaïa de Samara
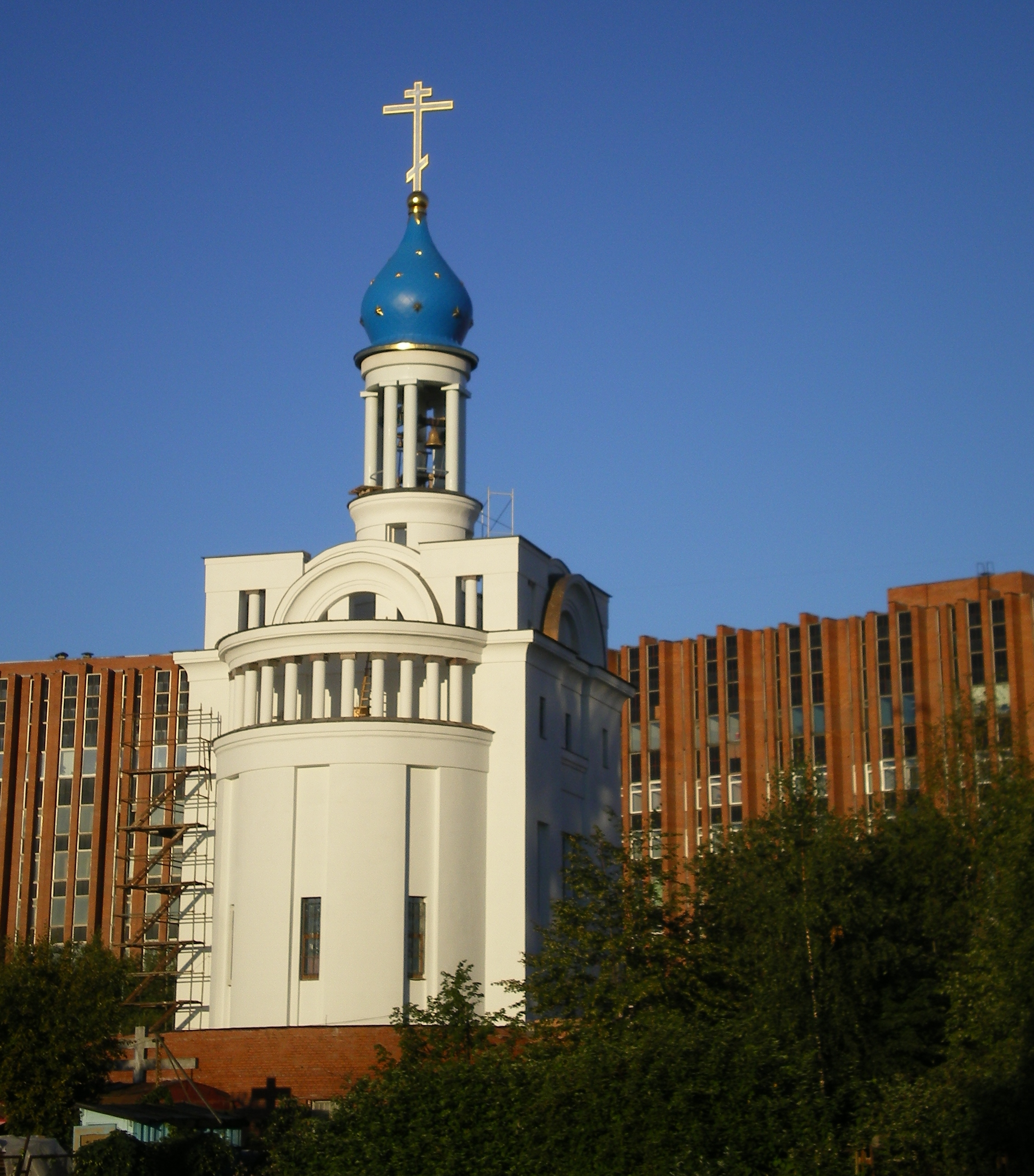
Église derjavnoï, Saint-Pétersbourg
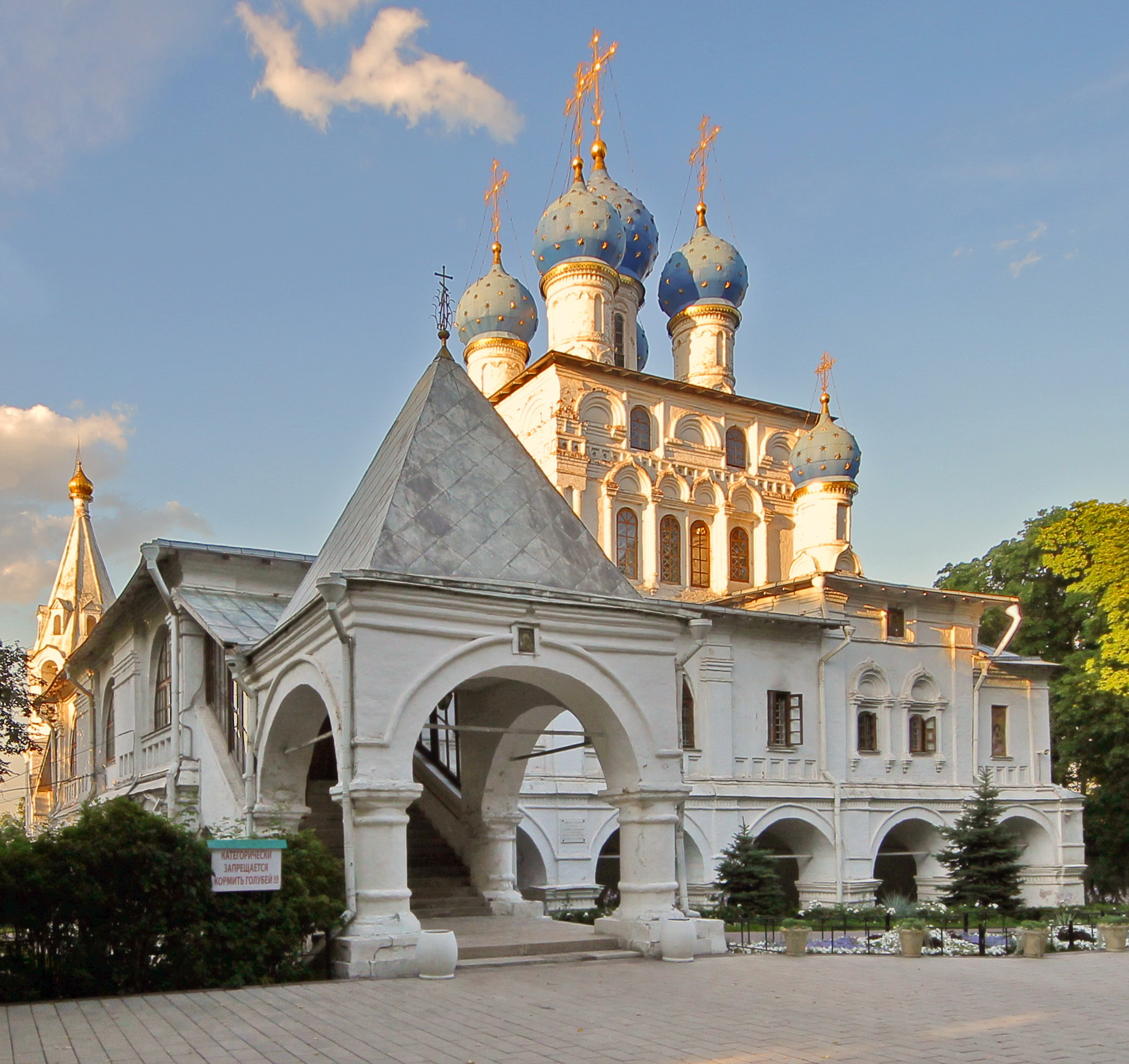
Église de Notre-Dame de Kazan icône de la mère de Dieu à Kolomenskoïe
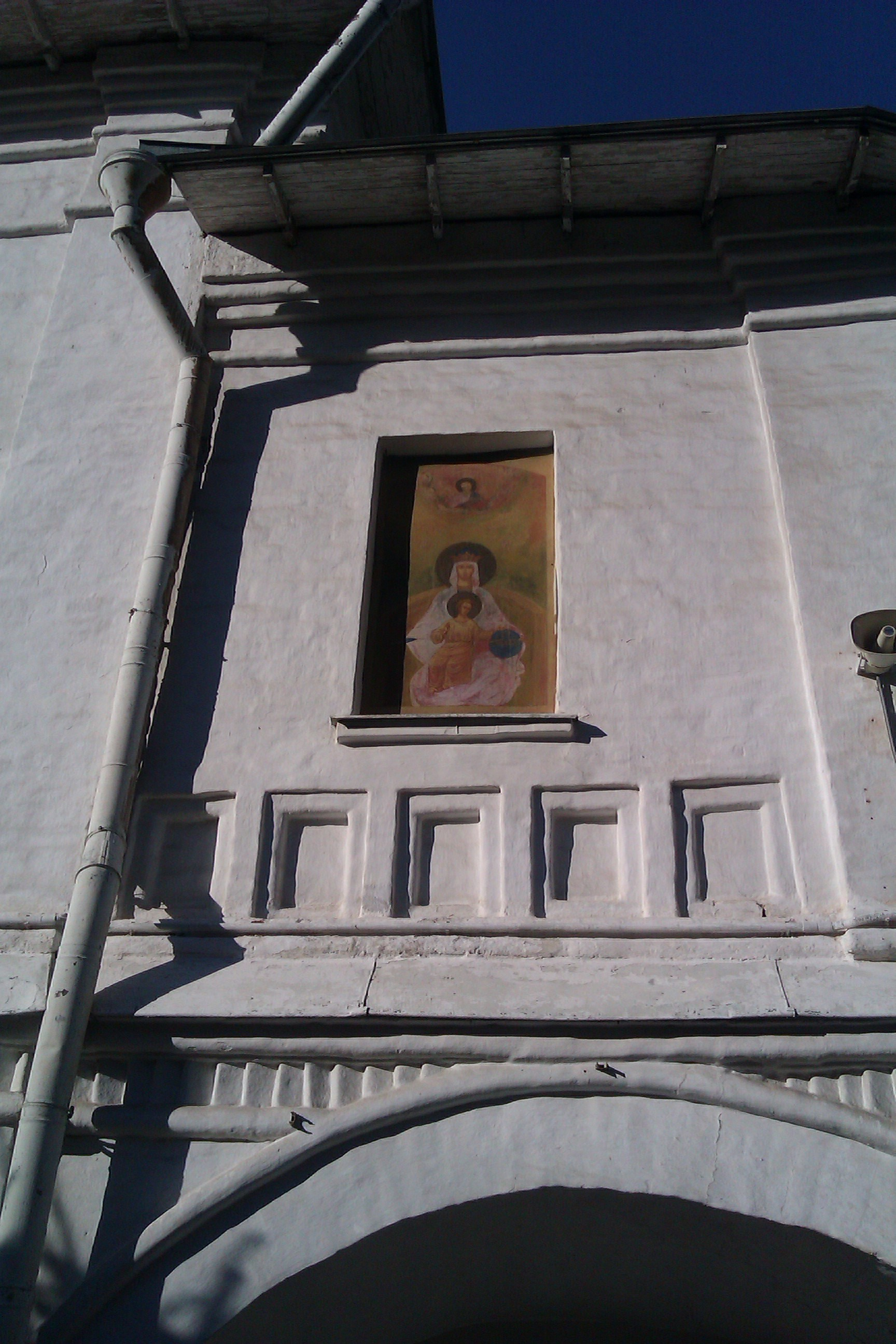
Replica à Kolomenskoïe église

#### Site des paroisses associées
- (ru) Paroisse russe derzhavnaya 1
- (ru) Paroisse russe derzhavnaya 2
- (ru) Paroisse russe derzhavnaya 3
- Site de la Paroisse de Chaville

et  et  et 

### Musique
- AKATHIST TO THE DERZHAVNAYA ICON OF THE MOTHER OF GOD The Moscow Churches’ Choir of Singers Precentor Anatoly Kuleshov
- [audio] Extrait : Hymne acathiste Derznavkaya
- [audio] L'icône Derzhavnaya et le chœur du monastère Sretensky.